# Baby Driver (Soundtrack)
Die Filmmusik zu Baby Driver (2017) von Regisseur Edgar Wright wurde von dem britischen Filmkomponisten und Oscar-Preisträger Steven Price komponiert. Die Songs aus dem Film wurden als Soundtrack-Album am 23. Juni 2017 von Columbia Records und 30th Century Records auf Doppel-CD, Doppel-Vinyl und als Download veröffentlicht.

## Produktion
Der Score zum „Car Chase Musical“ Baby Driver wurde von Steven Price komponiert und ist nicht Teil des erschienenen Soundtrack-Albums. Darüber hinaus hört der Zuschauer die Songs, die der Protagonist Baby im Film hört. Die dreißig Tracks aus Baby Driver bilden den eigentlichen Soundtrack zum Film. Columbia Records (Tochter des Majorlabels Sony Music Entertainment) und Danger Mouses Label 30th Century Records veröffentlichten das Soundtrack-Album auf CD, Schallplatte und in digitaler Form. Die Songauswahl umspannt Genres wie Pop, Rock, Soul, Blues, Funk, Jazz, Hip-Hop und Punk.
Carsten Baumgardt von Filmstarts erklärt, die obligatorische Musikuntermalung erschallt wie normalerweise in Filmen nicht im Hintergrund, sondern sei permanent und penetrant ein aktiver Bestandteil der Handlung. Die Hauptfigur Baby gebe durch die Auswahl der Songs, die von dem zentralen Stück Easy von den Commodores über Jazz und Blues bis zu Barry White reicht, selbst den Takt für die folgenden Szenen vor, egal ob es sich dabei um eine rasante Fluchtfahrt oder einen entspannten Spaziergang zum Kaffeeholen handelt. Bei dem Eröffnungslied handelt es sich um den Song Bellbottoms von The Jon Spencer Blues Explosion. Das im Film zu hörende Lied Baby Driver von Simon & Garfunkel gab dem Protagonisten seinen Namen. Im Film leidet Baby unter einem Tinnitus und unterdrückt diesen fast ununterbrochen durch Songs, welche er passend zum Tagesablauf zusammenstellt oder selbst mixt. Gesprächen folgt er, indem er anderen von den Lippen abliest.
Speziell für den Film wurde von Danger Mouse der Song Chase Me produziert, der ein Sample des Songs Bellbottoms von Jon Spencer Blues Explosion enthält und in Zusammenarbeit mit Run the Jewels und Big Boi entstand. Killer Mike von Run the Jewels ist im Film zudem in einer kleinen Rolle zu sehen.

## Titelliste
1. The Jon Spencer Blues Explosion – Bellbottoms
2. Bob & Earl – Harlem Shuffle
3. Jonathan Richman & The Modern Lovers – Egyptian Reggae
4. Googie Rene – Smokey Joe’s La La
5. The Beach Boys – Let’s Go Away For Awhile
6. Carla Thomas – B-A-B-Y
7. Kashmere Stage Band – Kashmere
8. Dave Brubeck – Unsquare Dance
9. The Damned – Neat Neat Neat
10. The Commodores – Easy (Single Version)
11. T. Rex – Debora
12. Beck – Debra
13. Incredible Bongo Band – Bongolia
14. The Detroit Emeralds – Baby Let Me Take You (in My Arms)
15. Alexis Korner – Early In The Morning
16. David McCallum – The Edge
17. Martha & the Vandellas – Nowhere To Run
18. The Button Down Brass – Tequila
19. Sam & Dave – When Something Is Wrong With My Baby
20. Brenda Holloway – Every Little Bit Hurts
21. Blur – Intermission
22. Focus – Hocus Pocus (Original Single Version)
23. Golden Earring – Radar Love (1973 Single Edit)
24. Barry White – Never, Never Gonna Give Ya Up
25. Young MC – Know How
26. Queen – Brighton Rock
27. Sky Ferreira – Easy
28. Simon & Garfunkel – Baby Driver
29. Kid Koala – Was He Slow (Credit Roll Version)
30. Danger Mouse (featuring Run the Jewels and Big Boi) – Chase Me

## Rezeption
Normalerweise wählen Regisseure für den Soundtrack eines Films Musikstücke, die das untermalen sollen, was auf der Leinwand geschieht. In Baby Driver lässt Wright seinen Titelhelden jedoch solche Musik hören, die über sein Schicksal zu entscheiden scheint, so Peter Debruge von Variety. Auch Eric Kohn von IndieWire sagt, Wright selbst habe Baby Driver zwar als einen Autofilm beschrieben, der von Musik angetrieben wird, doch sei es mehr ein Musikfilm geworden, der um Autos herum gestrickt wurde. Die im Film unaufhörlich gespielte Musik umfasst unter anderem Songs von Lionel Richie, Isaac Hayes und Queen, die die Geschichte des Films mitgestalten und stellt für Kohn den besten Soundtrack zu einem Film des Jahres dar.
Auch Daniel Hecht von tonight.de meint: „Eine bessere Zusammenstellung cooler und zeitloser Oldies werdet ihr in diesem Jahr wohl nicht mehr finden!“
Peter Travers von Rolling Stone spricht ebenfalls von dem besten Soundtrack des Jahres. Im Film verpasse Wright damit jeder Szene seinen unauslöschlichen Stempel, so Travers.

## Kommerzieller Erfolg
Der Soundtrack stieg am 30. Juni 2017 auf Platz 18 in die Album-Download-Charts und auf Platz 4 in die Soundtrack-Album-Charts im Vereinigten Königreich ein, wo er in der Folgewoche Platz 1 erreichte. Zu diesem Zeitpunkt stieg er auch auf Platz 10 in die US-amerikanischen Soundtrack Album-Charts und auf Platz 141 in die Billboard 200 ein. In der Folgewoche erreichte er in den Billboard 200 Platz 27. Im April 2018 wurde das Album im UK mit einer Silbernen Schallplatte ausgezeichnet.

## Auszeichnungen
Grammy Awards 2018
- Nominierung als Best Compilation Soundtrack For Visual Media[14]

## Volume 2: The Score for A Score
Am 14. März 2018 kündigte Edgar Wright mit Volume 2: The Score for A Score ein zweites Soundtrack-Album zu Baby Driver an, das neben weiteren Songs aus dem Film auch den Original-Score von Steven Price sowie Remixes, zwei unveröffentlichte Tracks und Dialoge der Figuren aus Baby Driver enthält. Volume 2 erschien am 13. April 2018 als LP, CD und in digitaler Form über 30th Century Records und Columbia Records.
Titelliste
1. Steven Price – Robbery Arrival
2. Danger Mouse (featuring Run the Jewels & Big Boi) – Chase Me
3. Ennio Morricone – Secondo Intermezzino Pop
4. Steven Price – Candy From Baby / What’s In There Is Ours
5. The Foundations – Harlem Shuffle
6. Steven Price – Sunset That Ride
7. Lily James & Ansel Elgort – You’re back! (Dialog)
8. Barbara Lewis – Baby I’m Yours
9. Unloved – Cry Baby Cry
10. Steven Price – Keep Driving and Never Stop
11. The Steve Miller Band – Threshold
12. Boga – Nowhere to Run (Baby Driver Mix)
13. Vinnie Maniscalco – TaKillYa (Baby Driver Mix)
14. Run The Jewels – Run The Jewels
15. Steven Price – Bananas
16. Boards of Canada – Ready Let’s Go
17. Steven Price – Dumb-Ass Excuse
18. Kid Koala – Debora
19. Jon Hamm & Ansel Elgort – What did you do? (Dialog)
20. Focus – Hocus Pocus (Baby Driver Mix)
21. Ansel Elgort – My name is Joseph (Monolog)
22. R.E.M. – New Orleans Instrumentals No. 1
23. Steven Price – Lucky Charm
24. Steven Price – Run
25. Sky Ferreira – Easy (Baby Driver Mix)
26. Steven Price – Postcards from Debora
27. Jon Hamm & Ansel Elgort – Killer track (Dialog)
28. Mint Royale – Blue Song

## Kommerzieller Erfolg
Volume 2 des Albums stieg am 20. April 2018 auf Platz 9 in die Soundtrack-Album-Charts im Vereinigten Königreich ein.